# Bo (Sierra Leone)
Bo és una ciutat, la segona ciutat més gran de Serra Leone. També és un centre administratiu i una ciutat universitària.

## Informació bàsica
- Coordenades: 97ª57'N 11º44'U
- Població: 233.684 en 2012
- Fus horari: UTC -5

Es troba a una plana a la part interior (lleugerament al sud) del país. Freetown es troba a 240 km.
Bo va rebre un ferrocarril a la capital a 1889, aviat es va convertir a la ciutat un centre educatiu. En l'actualitat la ciutat és políticament niu d'oposició.
S'estén al clima tropical amb montsons. La temporada de pluges s'estén de maig a octubre, els mesos restants és un poc sec. Les pluges anuals per cada 5080 mm. La temperatura oscil·la entre 21 - 31 graus.
Té un aeroport i un ferrocarril a Freetown i la part oriental del país. Les carreteres són les següents ciutats.

## Ciutats bessones
- Inglewood